# Eryk II (książę Meklemburgii)
Eryk II (ur. 3 września 1483, zm. 22 grudnia 1508) – książę Meklemburgii od 1503 r. wraz z braćmi.

## Życiorys
Eryk był drugim synem księcia Meklemburgii Magnusa II i Zofii, córki księcia zachodniopomorskiego Eryka II. W 1503 r. po śmierci ojca został wraz z braćmi Henrykiem i Albrechtem księciem Meklemburgii. Po bezpotomnej śmierci Eryka (który nigdy się nie ożenił) pozostali bracia podzielili między siebie księstwo. 